# Poitea dubia
Poitea dubia är en ärtväxtart som först beskrevs av Jean Louis Marie Poiret, och fick sitt nu gällande namn av Matt Lavin. Poitea dubia ingår i släktet Poitea och familjen ärtväxter. Inga underarter finns listade i Catalogue of Life.